# Мохач
Мохач (на унгарски: Mohács) е град в Южна Унгария, област Бараня.
Разположен е на десния бряг на р. Дунав и е важно пристанище в средното течение на реката. Има население от 19 049 души (2001).

## История
Градът е известен с битката при Мохач, състояла се на 29 август 1526 година, в резултат на която армията на Кралство Унгария бива разгромена от войските на султан Сюлейман I, а централната част на страната попада под османска власт за 150 години. Мястото на битката, намиращо се в близост до града, е превърнато в национално мемориално място.
През 1687 година, по време на т.нар. Голяма австро-турска война от 1683 – 1699 година, e Втората битка при Мохач, в която войските на Хабсбургите разгромяват османската армия.

## Личности
Родени в Мохач
- Ото Хайнек (1960 – 2018), политик
- Золтан Рибли (р. 1951), шахматист